# Gaston Flosse

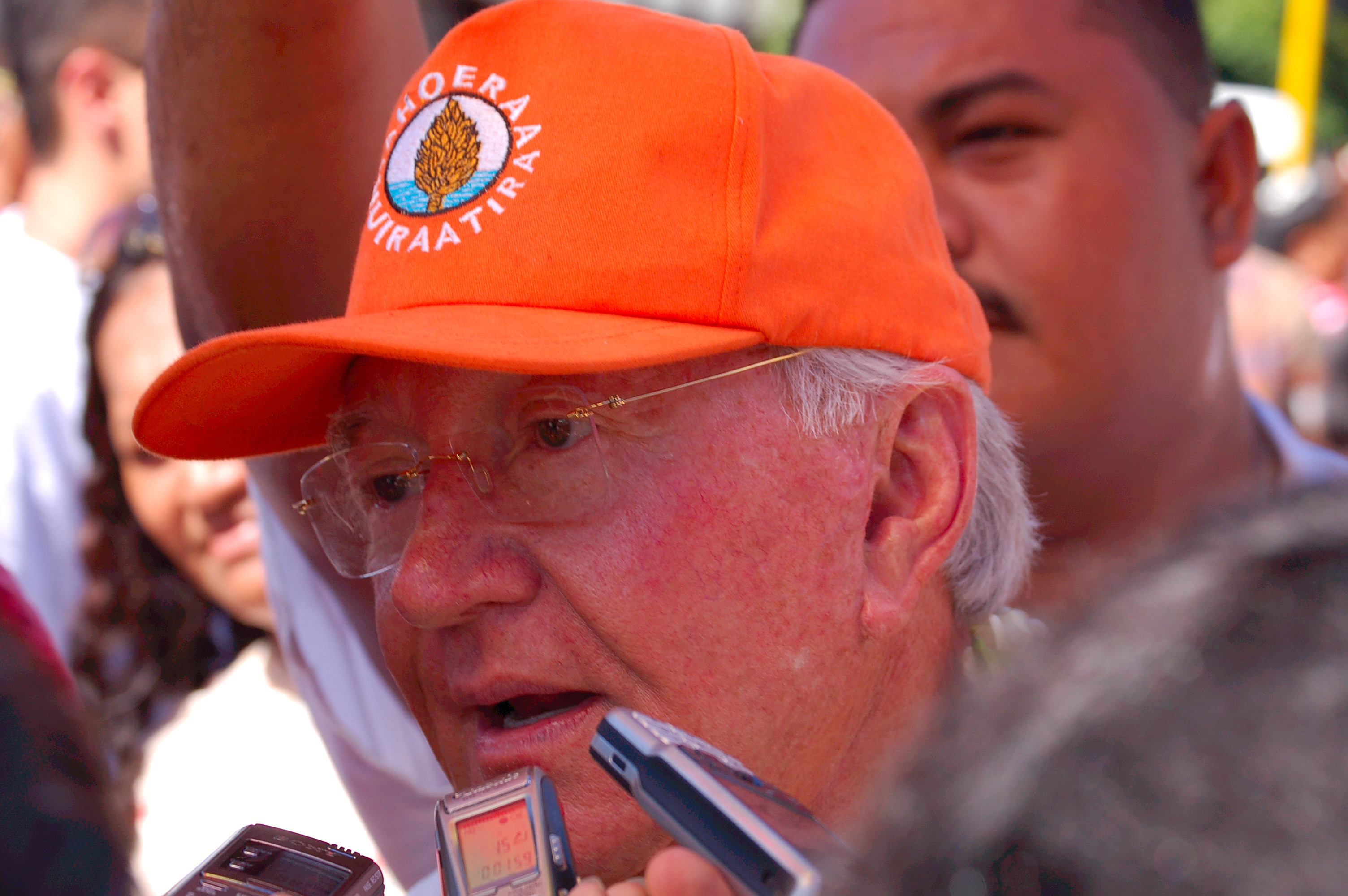
Gaston Flosse

Gaston Flosse (* 24. Juni 1931 in Rikitea, Mangareva) ist Mitgründer der Partei Tāhōʻēraʻa huiraʻatira und war bis 2014 in fünf verschiedenen Zeiträumen Präsident von Französisch-Polynesien.

## Leben
Gaston Flosse stammt aus einer Familie von Perlenhändlern von der Insel Mangareva. Er studierte und war als Lehrer tätig. Seit 1958 war er Mitglied der Union tahitienne démocratique (UTD). Die Partei Tāhōʻēraʻa huiraʻatira gründete er 1977. Von 1982 an regierte Flosse, ein Freund des französischen Staatspräsidenten Jacques Chirac, in Französisch-Polynesien, unterbrochen nur von 1987 bis 1991. Zudem war er von 1984 bis 1986 Abgeordneter im Europäischen Parlament. Im Mai 2005 wurde dann der Frankreich-treue Flosse von dem Independantisten Oscar Temaru als Präsident abgelöst. In den Jahren 2004 und 2005 hatte sich die politische Situation des Landes sehr stark verändert. Im Februar 2004 wurde in der französischen Hauptstadt Paris ein neues Autonomiestatut für Französisch-Polynesien beschlossen. Unter anderem änderte sich der offizielle Status des Gebietes als französisches Übersee-Territorium (TOM = Territoire d'outre-mer) in Überseeland (POM = Pays d'outre-mer). Die Position der lokalen Regierung und des lokalen Präsidenten wurde gestärkt. Frankreich ist künftig nur noch für Außenpolitik, Justiz, Verteidigung, innere Sicherheit und Geldwesen zuständig.
Im Jahr 2006 kam es zu einer Verurteilung von Flosse wegen Korruption. 2008 war Flosse nach den Wahlen wieder kurze Zeit Präsident von Französisch-Polynesien und wurde dann nach einem Misstrauensvotum durch Gaston Tong Sang ersetzt. Das nach der Wahl im Jahr 2013 zusammengetretene Parlament wählte am 16. Mai 2013 unter dem Vorsitz des Parlamentspräsidenten Édouard Fritch erneut Gaston Flosse zum Präsidenten von Französisch-Polynesien, der sein Amt am 17. Mai 2013 antrat. Vizepräsident wurde Nuihau Laurey. Nachdem er aufgrund der Rechtskraft seiner Verurteilung wegen Korruption sein passives Wahlrecht verloren hatte, musste er am 5. September 2014 zurücktreten. Seit dem 12. September 2014 ist sein damaliger Schwiegersohn Édouard Fritch Präsident Französisch-Polynesiens. Gaston Flosse blieb weiter Parteivorsitzender von Tāhōʻēraʻa huiraʻatira. Édouard Fritch verließ Tāhōʻēraʻa huiraʻatira und gründete am 20. Februar 2016 Tāpura huiraʻatira, eine Partei, die die politische Autonomie innerhalb der Französischen Republik aufrechterhalten möchte, aber nicht nach vollständiger Unabhängigkeit strebt. Fritch konnte sich bei der Parlamentswahl in Französisch-Polynesien 2018 gegen Flosse durchsetzen.